# Strélla
Pour plus de détails, voir Fiche technique et Distribution.
Strélla (grec moderne : Στρέλλα) est un film grec réalisé par Pános Koútras et sorti en 2009.
Présenté à la 59e Berlinale et dans une vingtaine de festivals européens. Il a remporté quatre titres pour onze nominations aux « Oscars grecs ».

## Synopsis
Yiorgos, 48 ans, sort de prison où il a purgé une peine pour meurtre. Il passe sa première nuit de liberté dans un hôtel louche du quartier d'Omónia. Il rencontre Strélla, une très belle femme trans de 25 ans, avec qui il passe la nuit et dont il finit par s'éprendre. Quand son passé resurgit, il ne peut compter que sur l'aide de celle-ci, qui finalement s'avère être son propre enfant ayant transitionné.

## Fiche technique
- Titre : Strélla
- Titre original : grec moderne : Στρέλλα.
- Titre anglais : anglais : A Woman's Way
- Réalisation : Pános Koútras
- Scénario : Pános Koútras et Pános Evangelídis
- Société de production : Centre du cinéma grec, FilmCenter, Memento Films, Films Distribution, Outplay
- Directeur de la photographie : Olympia Mytilineou
- Montage : Yannis Halkiadakis
- Direction artistique : Penelope Valti
- Costumes : Vassilis Barbarigos
- Musique : Michalis Delta
- Pays d'origine : Grèce
- Genre : drame
- Format  : super 16 mm
- Durée : 113 minutes
- Date de sortie : février 2009 à  la Berlinale 2009

## Distribution
- Mina Orfanou (el) : Strella
- Yiannis Kokiasmenos : Yiorgos
- Minos Theoharis : Alex
- Betty Vakalidou : Mary
- Akis Ioannou : Wilma
- Argiris Kavidas : Nikos
- Kostas Siradakis : Antonis
- Yiorgos Mazis : Kolokousis

## Autour du film
Le nom, titre du film, de l'héroïne, Strélla est un jeu de mots entre le véritable prénom (Stélla, avec une référence au film Stélla) et le grec τρέλλα « folle ».
Les acteurs sont des non-professionnels.
Sélectionné au festival international du film de Thessalonique 2009, le film a été retiré par son réalisateur. Il boycottait le festival, avec 22 autres réalisateurs grecs, en signe de protestation contre la politique de financement du Centre du cinéma grec.